# De arme zigeuner en de koopman
De arme zigeuner en de koopman is een van de titels die gegeven wordt aan een  volksverhaal van de Roma en de Sinti.

## Het verhaal
Een oud zigeunerechtpaar is arm, ze hebben alleen een kip. De kip legt elke dag een ei en dit wordt geruild in de winkel voor een beetje tabak. De man kan zijn pijp roken, maar wil nog meer tabak voor de lange winteravonden. Hij wil dat zijn vrouw de kip tweemaal zoveel eten geeft en hoopt op twee eieren per dag. De vrouw weet dat dit gevaarlijk kan zijn voor het leven van de kip, maar doet het toch. De volgende dag is de kip gestorven en de man zit nu zonder tabak.
De man stuurt zijn vrouw naar de winkel en ze moet voor twee geldstukken tabak vragen, hij zal het de volgende dag betalen. De man rookt zijn pijp en zijn vrouw moet tegen de koopman zeggen dat hij gestorven is en in de grafkelder ligt. De koopman hoort de huilende vrouw aan en gelooft niet dat de kip en de man zijn gestorven. Hij gaat naar de grafkelder en wil het zwarte hart van de man uitsnijden. Een groep rovers komt binnen met een zak goud en de koopman verstopt zich achter het altaar.
De zigeuner roept dan "doden sta op en straf de kwaden" en de koopman antwoordt "we komen eraan". De echo van de stemmen klinkt onheilspellend en de rovers denken dat er vele geesten zijn. Ze vluchten zonder het goud en de koopman en zigeuner vergeten hun strijd als ze de schat zien. Ze tellen het geld en willen het in tweeën verdelen. De rovers keren terug en zijn benieuwd hoeveel geesten aanwezig zijn. Als ze "honderddrie" horen, gaan ze er snel vandoor.
De koopman wil zijn twee geldstukken nog en de zigeuner geeft ze, hij kan nu zijn hele leven tabak kopen.

## Achtergronden
- Er zijn veel volksverhalen over koopmannen, vrijheid, geld en rijkdom. Zie bijvoorbeeld meerdere verhalen in Duizend-en-één-nacht, De koning van de gouden berg, De goede ruil en Het zeehaasje.
- Het verjagen van de groep rovers komt ook voor in De Bremer stadsmuzikanten.